# أنركي
أنرڭي هي قرية مغربية شمال المملكة. تنتمي أنرڭي لإقليم أزيلال الساحلي. تضم هذه القرية 3.362 نسمة (إحصاء 2004).

## دواوير الجماعة
- تمكاست
- أيت خويا
- أيت عيسى
- أيت بولمان